# Reches Kešet
Reches Kešet (hebrejsky: רכס קשט) je kopcovitý hřbet o nadmořské výšce 226 metrů v severním Izraeli, v Dolní Galileji.
Leží cca 15 kilometrů východně od centra města Haifa. Má podobu výrazného návrší, které v délce asi 3 kilometrů vystupuje v severojižním směru z mírně zvlněné okolní krajiny. Vrcholová partie je z velké části pokryta zástavbou obce Nofit, v jižní části pak rozptýlenou zástavbou města Basmat Tab'un. Svahy jsou převážně zalesněné. Podél východní i západní strany spadá terén do údolí, která pak směřují na sever, do údolí vádí Nachal Cipori, jež ohraničuje Reches Kešet na severní straně. Na jeho protější straně stojí pahorky Giv'at Alil (s vesnicí Ras Ali) a Tel Chali ha-Ma'aravi. Nejvyšší nadmořské výšky (226 m n. m.) dosahuje hřbet na svém jižním okraji, kde se rozkládá archeologická lokalita Churvat Kešet (חרבת קשט), která uchovává zbytky starověkého židovského osídlení. V prvních stoletích křesťanského letopočtu tu stávalo židovské město.